# ВК Черно море
Вижте пояснителната страница за други значения на Черно море.
Волейболен клуб „Черно море“ е български волейболен отбор от град Варна. Основан е през 1996 г. с президент Красимир Илиев. Клубът развива в мъжкото направление подготвителни групи, деца, юноши младша и старша възраст и мъже. В женското направление се представя от подготвителни групи, девойки младша възраст.